# Charmes-en-l'Angle
Charmes-en-l'Angle és un municipi francès situat al departament de l'Alt Marne i a la regió del Gran Est. L'any 2007 tenia 10 habitants.

## Demografia

### Població
El 2007 la població de fet de Charmes-en-l'Angle era de 10 persones. Totes les 9 famílies que hi havia eren unipersonals (9 dones vivint soles i 9 dones vivint soles).
La població ha evolucionat segons el següent gràfic:
Habitants censats

### Habitatges
El 2007 hi havia 10 habitatges, 5 eren l'habitatge principal de la família, 4 eren segones residències i 1 estava desocupat. Tots els 10 habitatges eren cases. Dels 5 habitatges principals, 3 estaven ocupats pels seus propietaris i 2 estaven llogats i ocupats pels llogaters; 1 tenia dues cambres, 1 en tenia tres, 2 en tenien quatre i 1 en tenien cinc o més. 5 habitatges disposaven pel capbaix d'una plaça de pàrquing. A 3 habitatges hi havia un automòbil i a 1 n'hi havia dos o més.

### Piràmide de població
La piràmide de població per edats i sexe el 2009 era:
| Homes | Edats   | Dones |
| ----- | ------- | ----- |
| 0     | 95 o +  | 0     |
| 0     | 90 a 94 | 0     |
| 0     | 85 a 89 | 0     |
| 0     | 80 a 84 | 0     |
| 0     | 75 a 79 | 4     |
| 0     | 70 a 74 | 0     |
| 0     | 65 a 69 | 0     |
| 0     | 60 a 64 | 0     |
| 0     | 55 a 59 | 0     |
| 0     | 50 a 54 | 0     |
| 0     | 45 a 49 | 0     |
| 0     | 40 a 44 | 0     |
| 0     | 35 a 39 | 0     |
| 0     | 30 a 34 | 0     |
| 0     | 25 a 29 | 0     |
| 0     | 20 a 24 | 0     |
| 0     | 15 a 19 | 0     |
| 0     | 10 a 14 | 0     |
| 0     | 5 a 9   | 0     |
| 0     | 0 a 4   | 0     |

## Economia
El 2007 la població en edat de treballar era de 5 persones, 4 eren actives i 1 inactiva. Les 4 persones actives estaven ocupades(2 homes i 2 dones).. L'única persona inactiva estava classificada com a «altres inactius».

## Poblacions més properes
El següent diagrama mostra les poblacions més properes.